# Europa – Unsere Geschichte
Europa – Unsere Geschichte (polnisch Europa – Nasza historia) ist eine vierbändige Schulbuchreihe, die von einer deutsch-polnischen Expertengruppe erarbeitet wurde und im Geschichtsunterricht der Sekundarstufe I in beiden Ländern verwendet werden kann.

## Erstellungsprozess
Die Inhalte und Gestaltung des Lehrwerks sind in beiden Sprachversionen identisch. Band 1 der Schulbuchreihe erschien im Juni 2016, Band 2 folgte im September 2017 und Band 3 wiederum im Juni 2019. Den Abschluss fand die Veröffentlichung von Band 4 im Juli 2020. Die Schulbücher werden auf der deutschen Seite von der Verlags- und Bildungsagentur Eduversum aus Wiesbaden publiziert und auf der polnischen Seite von dem Schulbuchverlag Wydawnictwa Szkolne i Pedagogiczne aus Warschau. Die Konzeption der Schulbuchreihe wurde gemeinsam von deutschen und polnischen Historikern und Pädagogen entwickelt, die mehrheitlich der Deutsch-Polnischen Schulbuchkommission angehören. Dabei werden historische Ereignisse beider und weiterer europäischer Länder in einen breiteren Kontext gesetzt und aus mehreren Perspektiven beleuchtet. Es wird daher auch als Deutsch-Polnisches Geschichtsbuch bezeichnet, beinhaltet aber das normale Curriculum der Sekundarstufe I.

## Hintergrund
Das Projekt begann 2008 auf Initiative von Frank-Walter Steinmeier, der zu dem Zeitpunkt der Außenminister Deutschlands war, und seinem polnischen Amtskollegen Radosław Sikorski. Mit dem Steuerungsrat und dem Expertenrat wurden entsprechende organisatorische Grundlagen für die Erarbeitung des Schulbuchs geschaffen. Der Steuerungsrat sorgte für die Förderung und die politische Koordination des Projektes. Auf der deutschen Seite sind dies das Auswärtige Amt und das Ministerium für Bildung, Jugend und Sport des Landes Brandenburg samt weiteren Kultusministerien. Auf der polnischen Seite wird das Projekt von dem Ministerium für Nationale Bildung, dem Ministerium für Auswärtige Angelegenheiten sowie dem Ministerium für Kultur und Nationales Erbe unterstützt. Ein weiterer Förderer des Projektes ist die Stiftung für deutsch-polnische Zusammenarbeit. Herausgegeben wird die Schulbuchreihe von der Gemeinsamen Deutsch-Polnischen Schulbuchkommission in Zusammenarbeit mit dem Georg-Eckert-Institut – Leibniz-Institut für internationale Schulbuchforschung in Braunschweig und dem Zentrum für Historische Forschung Berlin der Polnischen Akademie der Wissenschaften, die gemeinsam auch die wissenschaftliche Koordination innehaben. Koverantwortliche waren Robert Traba und Michael G. Müller.

## Konzeption
Bei Europa – Unsere Geschichte gelten Multiperspektivität sowie ein offenes Geschichtsbild als vordergründige didaktische Prinzipien der Schulbuchreihe. Demnach sollen den Schülern unterschiedliche Perspektiven auf das historische Geschehen und die Verschiedenheit der Erinnerungskulturen in Deutschland, Polen und anderen europäischen sowie außereuropäischen Ländern nahegebracht werden. Zudem werden die Autorentexte und Quellen offen zur Interpretation gehalten. Die Schüler sollen auf diese Weise selbst Raum haben, historische Ereignisse und Quellen zu deuten. Kennzeichnend für die Lehrwerkreihe ist die Rubrik „Blickwinkel“, in der kontroverse Themen anhand der Meinungen unterschiedlicher Historiker veranschaulicht werden. Ein Alleinstellungsmerkmal ist die Rubrik „Vergangenheit in der Gegenwart“, in der Erinnerungsorte und Erinnerungskulturen Deutschlands, Polens und anderer Länder behandelt werden. Eine weitere Besonderheit sind die Methodenseiten in jedem Kapitel, in denen Schülern anhand unterschiedlicher Typen von Quellen Methoden des historischen Arbeitens erklärt werden, sowie die Kompetenztests, mit denen die Schüler ihr Wissen prüfen und festigen können. Zusätzlich gibt es verschiedene Elemente, die unter anderem eine Einbettung bestimmter Ereignisse in den geschichtlichen Zeitraum gewähren.

## Schulbuch des Jahres 2021, Rezensionen
Band 4 der Schulbuchreihe wurde 2021 als „Schulbuch des Jahres 2021“ in der Kategorie Gesellschaft ausgezeichnet. Den Preis verleiht das Georg-Eckert-Institut – Leibniz-Institut für internationale Schulbuchforschung mit der Bundeszentrale für politische Bildung und dem Verband der didacta.
Eine Rezension des Gesamtwerkes würdigte 2021 die Weitung des Blickes nach Osten, bemängelte aber auch die ungebändigte Faktenfülle des historischen Durchgangs und das sprachliche Anforderungsniveau etwa der kontroversen Historikermeinungen.

## Vorläufiges Scheitern 2022 in Polen
Für den 4. Band zur Geschichte des 20. Jahrhunderts hat das polnische Bildungsministerium keine Zulassung (Gutachter Prof. Grzegorz Kucharczyk vom Pilecki-Institut) gegeben. Damit kann kein Teilband in Polen durch die Schulen angeschafft werden. Dahinter steckt die Ablehnung des Projekts durch den polnischen Bildungsminister Przemysław Czarnek (PIS).

## Ausgaben
deutschsprachig
- Europa – Unsere Geschichte, Band 1: Von der Ur- und Frühgeschichte bis zum Mittelalter. Eduversum, Wiesbaden 2016, ISBN 978-3-942708-29-6.
- Europa – Unsere Geschichte, Band 2: Neuzeit bis 1815. ebd. 2017, ISBN 978-3-942708-31-9.
- Europa – Unsere Geschichte, Band 3: Vom Wiener Kongress bis zum Ersten Weltkrieg. ebd. 2019, ISBN 978-3-942708-32-6.
- Europa – Unsere Geschichte, Band 4: 20. Jahrhundert bis zur Gegenwart. ebd. 2020, ISBN 978-3-942708-33-3.

polnischsprachig
- Europa. Nasza historia, Tom 1, Klasa 5 szkoła podstawowa, podręcznik: Od prahistorii do średniowiecza. Wydawnictwa Szkolne i Pedagogiczne, Warszawa 2016.
- Europa. Nasza historia, Tom 2, Klasa 6 szkoła podstawowa, podręcznik: Czasy nowożytne (do 1815 roku). ebd. 2017.
- Europa. Nasza historia, Tom 3, Klasa 7 część 1 szkoła podstawowa, podręcznik: Od kongresu wiedeńskiego do I wojny światowej. ebd. 2019.
- Europa. Nasza historia, Tom 3, Klasa 7 część 2 szkoła podstawowa, podręcznik: Dwudziestolecie międzywojenne 1919–1939. ebd. 2019.
- Europa. Nasza historia, Tom 4, Klasa 8 szkoła podstawowa, podręcznik: Od wybuchu drugiej wojny światowej do czasów współczesnych. ebd. 2020.

## Projekthomepage
- Europa – Unsere Geschichte (deutsch, polnisch, englisch)